# Martin Dülfer
Martin Dülfer (Breslau, 1 de janeiro de 1859 – Dresden, 21 de dezembro de 1942) foi um arquiteto alemão.
Ele ensinou como professor na Technische Hochschule Dresden (1906-1929).

## Obras
- O Stadttheater (teatro da cidade) em Meran, Itália (1900)
- Um teatro em Dortmund, Alemanha (1904)
- Um teatro em Lübeck, Alemanha (1908)
- Um teatro em Duisburg, Alemanha (1911-1912)[1]
- Reconstruiu o Teatro Nacional da Bulgária em Sofia (1929)